# 1602
1602 (MDCII) fue un año común comenzado en martes según el calendario gregoriano.

## Acontecimientos
- 3 de enero: Batalla de Kinsale entre Inglaterra y los rebeldes irlandeses apoyados por España.
- 20 de marzo: Fundación de la Compañía Holandesa de las Indias Orientales.
- Junio - James Lancaster, de la Compañía Británica de las Indias Orientales, desembarca en Aceh (Sumatra), donde establece un puesto comercial y saquea un galeón portugués.
- 10 de septiembre: fallece en Valladolid el líder rebelde irlandés Red Hugh O'Donnell.
- 19 de septiembre: finaliza el segundo conflicto del denominado Pleito de los naturales por la posesión de la imagen de la Virgen de Candelaria, patrona de Canarias.
- 12 de diciembre: Ginebra repele con éxito un ataque por parte de las fuerzas combinadas de Saboya y España.
- España y Persia sellan una alianza militar en contra del Imperio otomano.
- Una compañía privada de Copenhague obtiene el monopolio comercial sobre Islandia.
- La ciudad de Cartago es atacada  por los Pijao, Putimaes y Kimbaes (Colombia)

## Nacimientos
- 14 de julio: Cardenal Mazarino, eclesiástico y político francés (f. 1661)
- 2 de agosto: Gaspar Alonso Pérez de Guzmán, IX duque de Medina Sidonia, aristócrata español (f. 1664)
- 20 de noviembre: Otto von Guericke, físico alemán (f. 1686)
- 22 de noviembre: Isabel de Borbón, reina consorte española (f. 1644).

## Fallecimientos
- 8 de febrero: Alonso Pérez H.C., hermano en cristo jesuita, misionero en México. (n. 1538)
- 23 de agosto: Bastianino, pintor italiano (n. 1532)
- 29 de agosto: Sebastian Klonowic, poeta y compositor polaco (n. 1545)
- Epifani Olives i Terès, comisario real español.